# Růžencový prstýnek

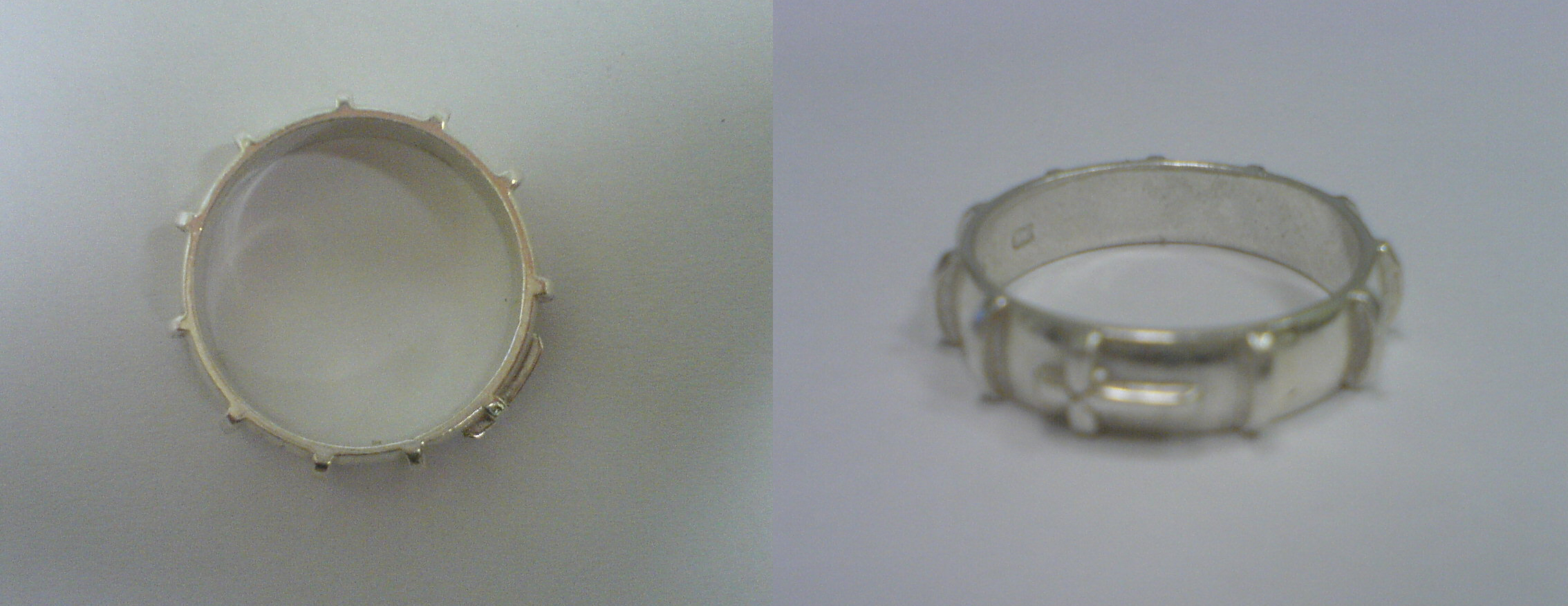
Růžencový prstýnek vhodný k nošení na prstu.

Růžencový prstýnek či řídce růžencový prsten je prsten sloužící jako pomůcka pro počítání zdrávasů při modlitbě růžence. Je tedy jakousi zmenšenou a zredukovanou verzi růžence.  
V některých oblastech bývá nošen jako symbol katolicismu. Jako nenápadný symbol byl používán např. i za komunistického režimu v Československu.
Jeho design je obvykle velice prostý - jde o jeden kroužek s deseti jednoduchými výstupky (zrnky) a jedním větším výstupkem ve tvaru kříže (případně vzácně i jiného symbolu). Některé růžencové prsteny jsou určeny k nošení na prstu (takže kříž je jakoby položen na kroužku, aby nepřekážel),  u jiných se předpokládá spíše nošení v kapse či pověšení na šňůrce kolem krku a na prst se navléká (resp. může navlékat) až při modlitbě samé, u těchto bývá poměrně velký kříž či krucifix vztyčen kolmo k obroučce či pronořen obroučkou.
Existují i růžencové prstýnky z drahých kovů či zdobené drahokamy.

## Galerie

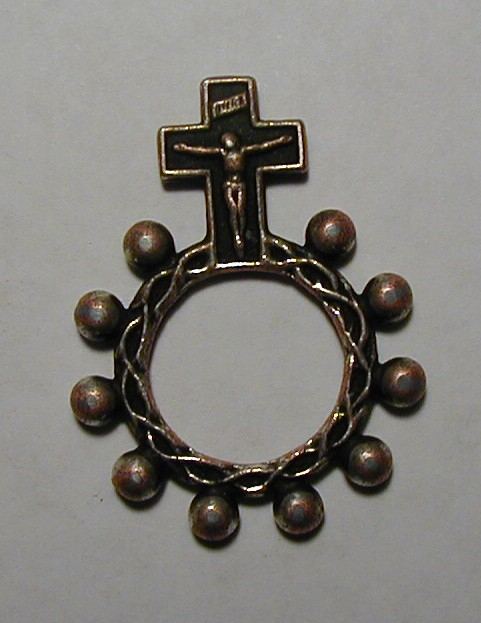
Baskický růžencový prstýnek
Kreslený růženec